# ポロス (古代インドの王)

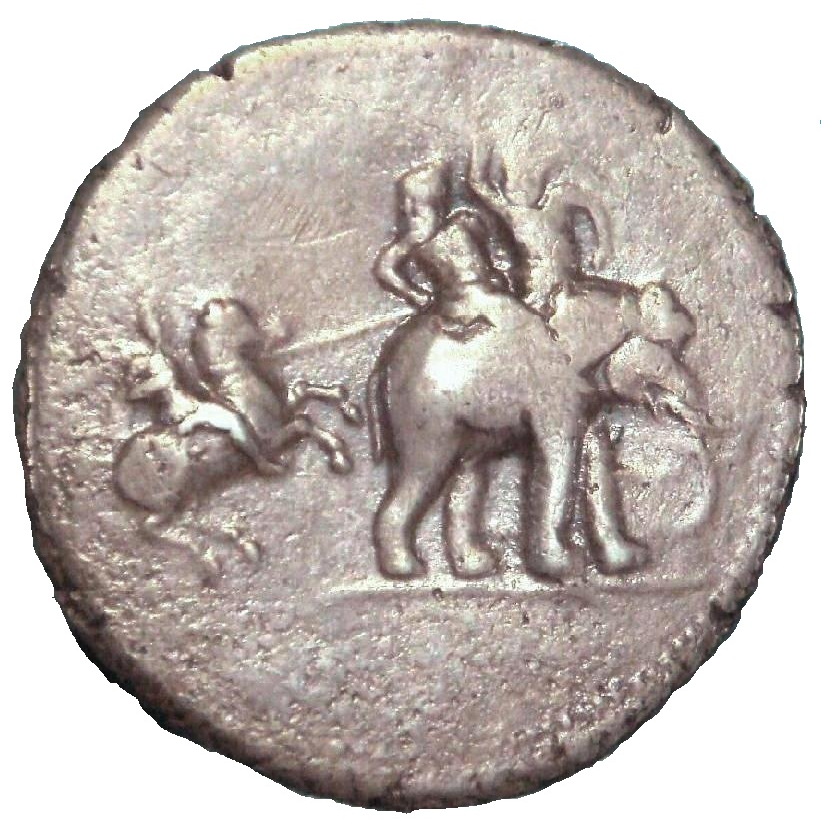
ポロス (古代インドの王)

ポロス（ラテン文字表記：Poros, ? - 紀元前317年）は、古代インドの王の一人である。ヴェーダ時代のパウラヴァ族の末裔という説もある。なおポロスとはこの部族の王の称号であり、いわゆるポロス王の個人としての名は明らかでない。パンジャブ東部を支配する有力者であったが、紀元前326年のヒュダスペス河畔の戦いでアレクサンドロス3世（大王）に敗れた。

## 経歴

### アレクサンドロス大王との遭遇
ギリシア系史料によれば、紀元前327年にアレクサンドロス大王がインド西北部に侵入した当時、この地域には3人の有力者がいた。ひとりはインダス川上流のタキシラの王国を父から受け継いで間もない新首長・タクシレス（古代ギリシア語: Taxiles、ヒンディー語: Ambhi アーンビ）であり、もう一人はカシミール地方を支配するアビサレス王、そして最後が東部パンジャブのポロス王であった。
当時ポロスの領土はインダス川の支流のひとつヒュダスペス川（現在のジェルム川）からアケシネス川（現在のシェナブ川）にいたる肥沃な地域にあり、ギリシアの記録によれば騎兵4千、歩兵5万、戦車300、戦象200を動員できたという。ポロス自身は身長2mを越す巨漢で、勇猛並びない戦士であったとされる。
ポロスは長年タキシラの王と争っていた。そのためタキシラの新首長・タクシレスがいちはやくアレクサンドロスに降ったことを知ると、カシミールのアビサレスと結んでマケドニア軍への抗戦を決定し、領国西境のヒュダスペス川でアレクサンドロスの侵攻軍を阻止することにした。
紀元前326年の夏のはじめ頃、アレクサンドロスはタクシレスらインドの同盟諸侯とともにヒュダスペス河畔に到達した。アレクサンドロスは対岸でポロス率いる大軍がマケドニア軍を待ち受けているのを知ったため、軍を河畔にとどめて戦機を探った。正面から渡河を強行するのは危険であるため、アレクサンドロスは騎兵を使って毎夜のように陽動作戦を展開し、ポロスの軍がそれに応じるのに疲れるのを待って、嵐の夜に少数の精鋭騎兵を率いて上流に迂回し、ひそかに川を渡った。
ポロスは間もなくこれに気付いて息子の一人を迎撃に送るが、この小部隊はアレクサンドロスに粉砕された。ポロスは全部隊に迎撃の構えを取らせるが、アレクサンドロスが対岸に残していた部隊に背後を衝かれたこともあって敗北する。このときポロスは同盟者アビサレスの援軍を期待していたという説もあるが、アビサレスはマケドニア軍侵入のほぼ全期間を通じて形勢眺めに終始した。
ポロスは兵が次々に倒れても最後まで戦象の上で奮戦し続けたので、その勇気に感嘆したアレクサンドロスは降伏を勧める。アッリアノスによればアレクサンドロスははじめタクシレスを使者に立てたがポロスが相手にしなかったため、何度も勧告使を送り、最後にポロスの旧友メロエスという人物によって説得に成功したという。なお、現代インドの研究者の中にはこのメロエスをのちのチャンドラグプタ・マウリヤに比定する者もいるが、根拠はきわめて薄弱である。
アレクサンドロスに処遇の希望を訊かれたポロスは「王として待遇せよ」とだけ答えた。アレクサンドロスがさらに問いを重ねると、「すべてはこの答えの中に含まれている」と言った。アレクサンドロスは彼の勇気と誇り高さに敬意を払い、彼に領国すべてを安堵したうえ友人として遇したという。

### ヒュダスペス以後
その後ポロスはアレクサンドロスの重要な同盟者としてヒュパシス川（現在のビアース川）までの地域の平定に協力し、アレクサンドロスが撤退した後にはこの地域全土を与えられた。またアレクサンドロスの仲介によってタクシレスとの講和が成立した。
程なくアレクサンドロスがインダス地方を委ねた太守のピリッポスが反乱で殺されたため、アレクサンドロスはインドに残した代官エウダモスとタクシレスに書簡を送り、追って正式の総督を任命するまで両人が協力してこの地域を統治するように命じた。しかし紀元前323年にアレクサンドロスが急死し、その後帝国の支配を争ったディアドコイは主に小アジアおよび二次アジアに目を向け、そこを主戦場とし、遠隔のインド地域は放置されたため、エウダモスとタクシレスの支配は既成事実となったまま推移した。紀元前316年にはシンド総督で名目上エウダモスとタクシレスの上位者であったペイトンがインダス東岸から撤退したため、これ以後のパンジャブの情勢はほとんどわからなくなる。
ポロスのその後は明らかでない。シケリアのディオドロスの『歴史叢書』によれば、紀元前317年にエウメネスに加勢すべくインドを去ったエウダモスがポロスを殺害してその領地と軍を手に入れた（シケリアのディオドロス, 『歴史叢書』, XIX, 14）。いずれにせよ紀元前305年にセレウコス1世とマウリヤ朝（マガダ国）のチャンドラグプタがインダス流域で遭遇する時には、すでにポロスの王国が消滅していたのは確かである。

## ポロス＝パルヴァータカ王?
チャンドラグプタの挙兵をテーマとするヴィシャーカダッタの『ムドラー・ラークシャサ』をはじめ、中世に成立したいくつかの戯曲のなかにチャンドラグプタの重要な同盟者として山岳地帯の王パルヴァータカなる人物が登場するが、これをポロスに比定する説が有力である。戯曲の中ではチャンドラグプタが王位を得たあと、パルヴァータカは邪魔者としてチャンドラグプタの宰相カウティリヤに謀殺されるという筋でおおむね一致する。
また戯曲の中でパルヴァータカの息子として登場するマラヤケートゥを、エウダモスとともにディアドコイ戦争に参加し、エウメネスのもとで戦い、紀元前317年のガビエネの戦いで戦死したインド人貴族ケテウス（ディオドロス・シクルスの『歴史叢書』に言及）に比定する説もある。この場合エウダモスが殺害したとされるのはポロスでなく、むしろタクシレスであったとも考えられよう。

## 関連作品
- ポロス 〜古代インド英雄伝〜（英語版）……2017年から2018年まで放送されたインドのテレビドラマ。全299話。